# Kambodzsa hívójelkörzetei
Kambodzsa jelenleg (2024) nincs felosztva hívójelkörzetekre.
Kambodzsa számára az ITU a XU hívójelprefixet határozta meg.
| Prefix | Körzet | Hely/jelleg | ITU zóna | CQ zóna | 1 szintű QTH lokátor |
| ------ | ------ | ----------- | -------- | ------- | -------------------- |
| XU     | [0..9] | Kambodzsa   | 49       | 26      | OK, OJ               |

## Lajstromjel
Vízi és légi járművek lajstromjelezéséhez a XU prefixet használják.